# Збіжність за Пуассоном — Абелем
Збіжність за Пуассоном — Абелем — узагальнення поняття збіжності ряду, яке запропонували Пуассон і Абель.

## Визначення
Нехай {\displaystyle A} — числовий ряд {\displaystyle \sum _{n=0}^{\infty }a_{n}.} Ряд {\displaystyle A} називають збіжним за Пуассоном — Абелем, якщо існує границя:
{\displaystyle \lim _{x\to 1-0}\lim _{n\to \infty }\sum _{k=1}^{n}a_{k}x^{k}=s_{p}(A)}

## Приклад
Розглянемо ряд {\displaystyle \sum _{n=1}^{\infty }(-1)^{n+1}}. Цей ряд збіжний за Пуассоном — Абелем: {\displaystyle \lim _{x\to 1-0}(1-x+x^{2}-...)=\lim _{x\to 1-0}{\frac {1}{1+x}}={\frac {1}{2}}}

## Властивості
- Якщо {\displaystyle A} — збіжний ряд, то він збігається за Пуассоном — Абелем і {\displaystyle s_{p}(A)=\lim _{n\to \infty }\sum _{k=1}^{n}a_{k}}[2].
- Якщо ряди {\displaystyle A} і {\displaystyle B} збіжні за Пуассоном — Абелем, то і їх добуток {\displaystyle C} збігається за Пуассоном — Абелем і {\displaystyle s_{p}(A)s_{p}(B)=s_{p}(C)}[3].

## Примітка
1. ↑  Воробьев, 1986, с. 286.
2. ↑  Воробьев, 1986, с. 289.
3. ↑  Воробьев, 1986, с. 291.